# Dukatengold
Als Dukatengold bezeichnet man eine orangegelbe Goldlegierung mit einem Feingehalt von 986/1000. Der Rest besteht aus Kupfer, was der Festigkeitssteigerung dient.
Die historische Währung Dukat trug – bis auf einige spätere Varianten – keine Wertbezeichnung. Daher war der Anteil an reinem Gold in der Münze strikt vorgeschrieben und wurde streng kontrolliert.
Da der Dukat keinen überhöhten Preis hatte (Nennwert = Goldwert) wurde er oft im goldverarbeitenden Handwerk verwendet; dem kam auch seine hohe Reinheit zugute. Die Münze wurde wie damals üblich direkt als Rohstoff für Schmuckanfertigung und andere Goldlegierungen eingesetzt. Ein Sprichwort der Goldschläger besagt: „Ein Dukaten, gut geschlagen, bedecken Ross und Reiter bis zum Kragen“. Das bedeutet, dass man das Dukatengold so dünn ausschmieden kann, dass es Blattgold für die Vergoldung eines Ritters samt Reittier ergibt. Andererseits kann es auch bedeuten, dass man mittels eines Dukatens einen gewöhnlichen Mann (Söldner) kaufen kann, und zwar samt Pferd.